# 鳖三
鱉三，又名南冕座ζ，CD-4213855，HD 176638、SAO 229461、HR 7188，是南冕座的一颗恒星，视星等为4.75，位于銀經354.91，銀緯-19.83，其B1900.0坐标为赤經18h 56m 1.9s，赤緯-42° -19.83′ 13″。